# If I Could Be...
If I Could Be... es el sexto álbum de estudio de la cantautora estadounidense Meredith Brooks, publicado el 25 de septiembre de 2007.

## Lista de canciones
Todas las canciones escritas por Meredith Brooks.
1. "Drive the Car" (3:46)
2. "If I Could Be..." (2:10)
3. "Dance, Shake, Wiggle!" (3:04)
4. "The La La Song" (2:48)
5. "Every Dog" (3:25)
6. "What's Your Name?" (3:01)
7. "Ball Song" (2:41)
8. "Why" (3:04)
9. "My Chair" (3:02)
10. "I Did It!" (3:25)
11. "Good Morning to You" (2:16)
12. "Turn It Back Around" (2:39)
13. "To Dream Again" (2:30)